# Ebba Holgersson
Karin Ebba Sofia Holgersson, född 13 augusti 1885 i Karlskrona, död 13 december 1966 i Karlskrona, var en svensk lärare och kvinnosakskvinna. Hon var den enda fasta läraren under Kvinnliga medborgarskolans vid Fogelstads verksamhet 1925–1954.

## Biografi
Ebba Holgersson var barn till stadsarbetaren Nils Holgersson och hans hustru Augusta Karolina (född Nilsson). Från släktens historia är det känt att en förfader i Småland var häradsdomare och bygdens förtroendeman. Vidare att det i släkten fanns starka kvinnoband mellan generationer. Ebba Holgersson hade fem bröder.
Efter skolgång vid treårig teknisk yrkesskola i Karlskrona gick Ebba Holgersson 1904 en utbildning till småskollärare i Ronneby och flyttade sedan som 19-åring till Mölleberga ”fasta mindre folkskola”, utanför Vång, och efter två år vidare till den ”fasta småskolan” i Vång – faderns hemtrakter i Hjortsberga socken i Blekinge. År 1926 blev hon folkskollärare med fortsatt tjänstgöring i Vång. Först efter nästan 40 år som lärare återvände hon till Karlskrona. Under större delen av sitt vuxenliv var hon samboende med Edit Paul, lärare vid folkskolan i Övre Vång.
Genom arbetet som pedagog och även barnavårdsman i Vång kom hon nära barnen. Vid sin 60-årsuppvaktning påpekade hon själv detta och att hon även lockat den unga generationen genom sitt folkbildningsarbete samt de äldre genom sin insats inom fattigvården. Hon ansåg därmed att denna uppgift fått henne att mogna också för sitt arbete i ”stora världen” och menade då Kvinnliga Medborgarskolan vid Fogelstad och organisationer med utbildnings- och social anknytning samt föreläsningar kring demokratifrågan. Hon flyttade aldrig till Fogelstad utan stannade på hemorterna och kunde därmed behålla sina uppdrag och hålla kontakt med den politiska verkligheten.
Ett tjugotal år undervisade Ebba Holgersson också i mötesteknik för Stockholms yngre sjuksköterskor och i samhällskunskap vid Svensk sjuksköterskeförenings högre utbildning samt vid Svenska socialvårdsförbundets kurser för utbildning av föreståndare vid barn- och ålderdomshem.
Ebba Holgersson är en av Blekinges märkeskvinnor, som fick sin praktiska erfarenhet av olika uppdrag och kunde därför som få levandegöra en kommuns liv – en lärare av rang med specialitet inom medborgarkunskapens område. Över hela Blekinge var hon känd för sin pedagogiska verksamhet, men också genom Blekinge läns barnavårdssällskap, vilket är Sveriges första och tillkom 1926 på initiativ av Ebba Holgersson, vars ordförande hon sedan var i åtta år. Hon hade dock verksamhet över hela landet genom att ha medverkat vid kurser och föreläsningar. Hennes specialområde var sociala frågor, ofta under rubriken ”Från tiggarpass till socialhjälp”, men hon hade även kunskaper i och kunde klargöra invecklade lagfrågor och hur rättsväsendets paragrafer skulle uttydas.
Inom det först startade kvinnliga politiska förbundet, 1914, Föreningen Frisinnade Kvinnor (FFK, senare Frisinnade Kvinnors Riksförbund, FKR), förenades tankarna kring feminism, frisinne och fredstanke. I denna förening blev hon ordförande i Blekinge. Hon ivrade då mycket för att folknykterhet skulle uppnås och att man borde se den så kallade ”förbudsfrågan” i samband med andra samhälleliga frågor.
Likaså inom den kvinnliga rösträttsrörelsen kom ett tidigt ansvarstagande. För Ebba Holgerssons del som ordförande först i Föreningen för kvinnans politiska rösträtt (FKPR), filialen Vång, som tillhörde Ronneby FKPR. Under ett besök av Augusta Tonning, en annan av Blekinges märkeskvinnor, bildades 1915 föreningen som fick namnet Johannishus FKPR. För Ebba Holgerssons del blev det rollen som ordförande. Tonen angavs med mottot ”Känn ditt ansvar”. Sedan föreningen anslutit sig till Landsföreningen för kvinnans politiska rösträtt (LKPR) blev hon centralstyrelseledamot. Kontakten fortsatte med Augusta Toning och därigenom inleddes också en bekantskap med Ellen Key.

### Kvinnliga medborgarskolan vid Fogelstad
När kvinnor äntligen fått rösträtt och medborgarskap, så måste de också lära sig att använda rättigheterna. År 1922 var ett 30-tal deltagare från FFK samlade för att under fyra veckor på Fogelstads gods i Sörmland deltaga i den så kallade ”Urkursen”. Här deltog Ebba Holgersson. Det skulle emellertid dröja till 1925 innan verksamheten, Kvinnliga medborgarskolan vid Fogelstad, startade. Den vände sig då till alla kvinnor, vilka skulle ges självförtroende och inspiration att våga kämpa för kvinnors rättigheter.
Redan hösten 1923 inleddes en korrespondens och vänskap mellan Elin Wägner och Ebba Holgersson, då Elin Wägner var i Blekinge för att föreläsa om ”Det vapenlösa upprorets idé”. Senare var det ombytta roller och Ebba Holgersson ombads att komma till Berg för att skola politiskt aktiva kvinnor där. Ebba Holgerssons samhällssyn prioriterade samarbete och förtroende och hon menade att detta måste man lära sig. Sammanlevnad var för henne ”en stor, svår och rolig konst”. Hon underströk den praktiska tillämpningen av personlighetens betydelse och strävan mot det klasslösa samhället med allas lika rätt och ansvar.
Under de längre sommarkurserna på Kvinnliga Medborgarskolan vid Fogelstad mantalsskrevs kursdeltagarna i låtsaskommunen Komtemåtta och fick roller i dess olika organ. Denna av Ebba Holgersson påhittade fiktiva kommun, var ett pedagogiskt grepp och kan jämföras med dagens rollspel. Vid alla kurser hade Ebba Holgersson rollen som ”förvaltare Holgersson” och övriga roller besattes av kursdeltagarna. Genom rollspelet övades mötesteknik såväl som att argumentera och konsten att skriva protokoll, jämte att göra budget och därtill skriva artiklar i Komtemåtta-kuriren eller tidskriften Långsikt och Närsynt. Kostymerade deltagare levde sig verkligen in i sina roller och utkämpade åsikter och bataljer oavsett politisk åsikt.
Fogelstads pedagogiska mantra underströk ett ”samband mellan handens, hjärnans och hjärtats arbete, mellan hemmets värld och samhällets, mellan den enskilde och det allmänna”. Denna lärdom betonade Holgersson och menade att i en demokrati och i föreningsliv ska ansvaret delas eftersom alla krafter behövs. Lust och vilja till opartiskhet, tolerans och rättvisa var viktiga ledstjärnor. Detta framgår även av Kulturföreningen Fogelstad utgivna särtryck om Ebba Holgerssons tankar kring Medborgarskap och demokrati i teori och praktik. Ebba Holgerssons samhällssyn var öppen för alla olika åskådningar, politiska, religiösa och samhälleliga – som betonade målet för männens och kvinnornas gemensamma arbete.
Som 63-åring fick hon 1947 mottaga Hans Majestäts Konungens Medalj i guld, vilken överlämnades av landshövding Erik Lindeberg för ”hennes långvariga och gagnande verksamhet för kommunala och sociala ändamål”. Radio Blekinge sände 1987 sex program om henne: ”Ebba Holgersson – rösträttskvinna från Blekinge.”
Ebba Holgersson dog i december 1966, 81 år gammal. Hon gravsattes i Karlskrona.